# Eskil Pedersen
Eskil Pedersen, född 6 mars 1984 i Skien, är en norsk politiker. Han var ledare för Arbeidernes Ungdomsfylking (AUF), som är det norska socialdemokratiska partiet Arbeiderpartiets ungdomsorganisation, från oktober 2010 till oktober 2014. Vid skottlossningen på Utøya var han bland de första som tog sig till säkerhet.
Eskil Pedersen var sommarvärd i Sveriges Radio P1 den 22 juli 2012.